# Phóng noãn
Phóng noãn (hay rụng trứng) là sự giải phóng trứng từ buồng trứng. Ở người, sự kiện này xảy ra khi các nang noãn vỡ ra và giải phóng các tế bào buồng trứng thứ cấp. Sau khi phóng noãn, trong giai đoạn hoàng thể, trứng sẽ sẵn sàng để được thụ tinh bởi tinh trùng. Ngoài ra, niêm mạc tử cung (nội mạc tử cung) được làm dày lên để có thể nhận được trứng đã được thụ tinh. Nếu không có sự thụ thai xảy ra, niêm mạc tử cung cũng như máu sẽ bị bong ra trong kỳ kinh nguyệt.

## Ở người

Sự phóng noãn xảy ra khoảng giữa chu kỳ kinh nguyệt, sau giai đoạn nang noãn và sau đó là giai đoạn hoàng thể. Lưu ý rằng sự phóng noãn được đặc trưng bởi sự tăng đột biến của mức độ hormone luteinizing (LH) và hormone kích thích nang noãn (FSH), xuất phát từ mức đỉnh của estrogen trong giai đoạn nang noãn.

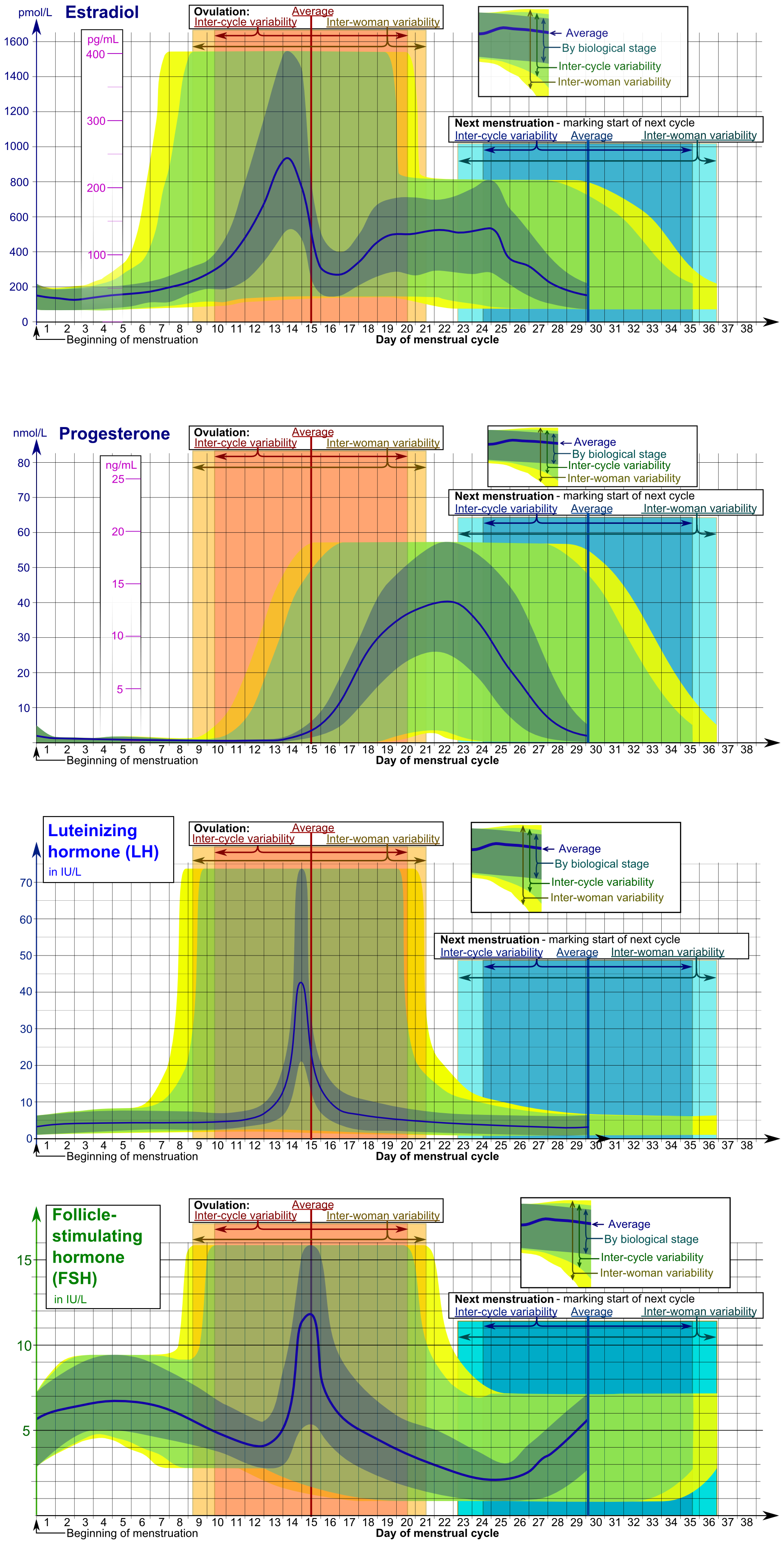
Sơ đồ này cho thấy sự thay đổi nội tiết tố trong khoảng thời gian phóng noãn, cũng như sự thay đổi giữa chu kỳ và giữa các phụ nữ trong thời gian của nó.

Ở người, sự phóng noãn xảy ra khoảng giữa chu kỳ kinh nguyệt, sau giai đoạn nang noãn. Vài ngày xung quanh ngày phóng noãn (từ khoảng ngày 10 đến 18 của chu kỳ 28 ngày), tạo thành giai đoạn dễ thụ thai nhất. Thời gian từ khi bắt đầu kỳ kinh nguyệt cuối (LMP) cho đến khi phóng noãn, trung bình là 14,6  ngày, nhưng với sự khác biệt đáng kể giữa các cá thể nữ giới và giữa các chu kỳ ở bất kỳ nữ nào, với khoảng dự đoán chung là 95% từ 8.2 đến 20,5  ngày.
Quá trình phóng noãn được kiểm soát bởi vùng dưới đồi của não và thông qua việc giải phóng các hormone tiết ra ở thùy trước của tuyến yên, hormone luteinizing (LH) và hormone kích thích nang noãn (FSH). Trong giai đoạn tiền phóng noãn của chu kỳ kinh nguyệt, nang buồng trứng sẽ trải qua một loạt các biến đổi gọi là mở rộng cumulus, được kích thích bởi FSH. Sau khi điều này được thực hiện, một lỗ gọi là nhụy sẽ hình thành trong nang và tế bào trứng thứ cấp sẽ rời khỏi nang qua lỗ này. Sự phóng noãn được kích hoạt bởi sự tăng đột biến của lượng FSH và LH được giải phóng từ tuyến yên. Trong giai đoạn hoàng thể (sau phóng noãn), noãn bào thứ cấp sẽ đi qua các ống Fallop về phía tử cung. Nếu được thụ tinh bởi một tinh trùng, noãn bào thứ cấp hoặc noãn có thể được cấy vào tử cung 6-12 ngày sau đó.